# Jeden den v New Yorku
Jeden den v New Yorku (v anglickém originále New York Minute) je americký komediální film z roku 2004. Režie se ujal Dennie Gordon a scénáře Emily Fox, Adam Cooper a Bill Collage. Hlavní role hrají Mary-Kate a Ashley Olsen a  Eugene Levy. Je to poslední film, ve kterém dvojčata hrají společně. Ve Spojených státech a České republice měl premiéru dne 7. května 2004.

## Obsazení
- Mary-Kate Olsen jako Roxanne "Roxy" Ryan
- Ashley Olsen jako Jane Ryan
- Jared Padalecki jako Trey Lipton
- Riley Smith jako James "Jim", poslíček
- Eugene Levy jako Maximillion "Max" Lomax
- Andy Richter jako Benjamin "Bennie" Bang
- Drew Pinsky jako Dr. Ryan
- Darrell Hammond jako Hudson McGill
- Andrea Martin jako senátorka Anne Lipton
- Alannah Ong jako Ma Bang
- Mary Bond Davis jako Velká Shirl
- Bob Saget jako on sám
- Jack Osbourne jako Justin
- Joey Klein jako muž v bazénu
- Neil Crone jako strážník Strauss
- Garen Boyajian as Manju
- Jonathan Wilson jako průvodčí
- Boyd Banks jako prodejce lístků
- Silver Kim jako asijat
- Frank Welker jako Reinaldovo hlasový efekt
- Simple Plan

## Přijetí

### Tržby
Film vydělal 14 milionů dolarů v Severní Americe a 7 milionů dolarů v ostatních oblastech, celkově tak vydělal 21,8 milionů dolarů po celém světě. Rozpočet filmu činil 30 milionů dolarů. Za první víkend docílil čtvrté nejvyšší návštěvnosti, kdy vydělal 5,9 milionů dolarů.

### Recenze
Na Česko-Slovenské filmové databázi snímek získal 43 procent.